# Amanda Todd
Amanda Michelle Todd (ur. 27 listopada 1996 w Vancouver, Kolumbia Brytyjska, Kanada, zm. 10 października 2012 w Port Coquitlam, Kolumbia Brytyjska, Kanada) – kanadyjska uczennica, ofiara cyberprzemocy będącej bezpośrednią przyczyną samobójstwa nastolatki.

## Życiorys
W latach 2009–2010 Amanda Todd, która była wówczas uczennicą 7. klasy, przeprowadziła się z ojcem do nowego miasta. Mniej więcej w tym samym czasie używała stron internetowych z funkcją wideoczatu, by poznać nowych ludzi. Na tych stronach była, jak twierdziła sama dziewczyna, „nazywana piękną, oszałamiającą, perfekcyjną itd.” oraz namówiona do pokazania swoich nagich piersi, co ostatecznie zrobiła. Po roku od tej sytuacji, nieznany mężczyzna wysłał do Amandy poprzez Facebooka wiadomość prywatną, że zna jej adres, szkołę oraz znajomych oraz że udostępni wszystkim jej przyjaciołom jej nagie zdjęcie w przypadku odmowy przysłania mu większej ilości takowych.
W Boże Narodzenie 2010 roku, o godzinie 4:00 rano funkcjonariusze policji zapukali do drzwi domu Amandy, którą poinformowali, że jej nagie zdjęcie stało się publiczne w internecie; dotarło ono do jej znajomych. Dziewczyna była z tego tytułu poniżana w szkole, przeżyła depresję i lęk napadowy, a ostatecznie przestała uczęszczać na zajęcia. W końcu zmieniła szkołę, a jej rodzina przeniosła się do nowego domu. Po przeprowadzce uzależniła się od narkotyków i alkoholu, co miało wpływ na wzmożony lęk przed wyjściem z domu.
Rok później szantażysta Amandy ponownie dał o sobie znać, tworząc na Facebooku stronę, która używała fotografii z jej nagim biustem jako zdjęcia profilowego. Amanda znów była poniżana, straciła przyjaciół w nowej szkole. Po miesiącu nawiązała kontakt ze „starym przyjacielem”, który do niej napisał. Zaprosił Amandę do swojego domu, gdzie wspólnie uprawiali seks. W tym czasie partnerka tego chłopaka była na wakacjach. Tydzień później Amanda na oczach społeczności szkolnej została powalona na ziemię i dotkliwie pobita przez dziewczynę chłopaka, który uprawiał z tą pierwszą seks. Jej ojciec znalazł ją leżącą w rowie. Po tym incydencie Amanda Todd próbowała pierwszy raz popełnić samobójstwo pijąc wybielacz, została jednak przetransportowana w porę do szpitala, a lekarze zdążyli wypłukać żołądek nastolatki, ratując jej życie. Jak sama Amanda komentowała w swoim wideo: „Leżałam i mówiłam, że to mój pomysł i moja wina. Nie chciałam, żeby stała mu się krzywda, myślałam, że naprawdę mnie lubił. Ale chciał tylko seksu. Ktoś krzyknął „walnij ją w końcu”. Nauczyciele przybiegli, ale ja po prostu poszłam i leżałam w rowie, i znalazł mnie tata. Tak bardzo chciałam umrzeć... gdy przyprowadził mnie do domu, wypiłam wybielacz. To zabijało mnie od środka i myślałam, że umrę”.
Po wypisaniu ze szpitala dziewczyna nie przestała być celem obraźliwych uwag. W marcu 2012 roku rodzina Toddów przeniosła się do innego miasta, jednak 6 miesięcy później przez portal społecznościowy ponownie zaczęły spływać obraźliwe komunikaty. Niektóre z nich dotyczyły jej próby samobójczej. Stan psychiczny Amandy pogorszył się na tyle, że dziewczyna zaczęła się samookaleczać oraz brać antydepresanty. Mimo opieki specjalistów przedawkowała je i trafiła do szpitala na dwa dni.
Oprócz niskiej reputacji w oczach uczniów szkoły dziewczyna miała także trudności w nauce. Trafiła po raz kolejny do szpitala w celu leczenia depresji. „To naprawdę nie pomaga, że po tym jak wyszła ze szpitala w ostatnim czasie niektóre dzieci zaczęły nazywać ją psychopatką i mówić, że była w szpitalu dla chorych psychicznie” – mówiła matka Amandy. „Poszła do szpitala, miała terapię, opiekę specjalistów, była na dobrej drodze. Kręcę głową i myślę nad tym: czy dzieci naprawdę są tak wstrętne, czy one naprawdę nie myślą?”
Dnia 7 września 2012 roku Amanda Todd opublikowała dziewięciominutowy film na YouTube zatytułowany My Story: struggling, bullying, suicide and self-harm (z ang. Moja historia: walka, poniżanie, samobójstwo i samookaleczanie), w którym milcząc wykładała po kolei kartki, na których spisana była wyżej zaprezentowana historia dziewczyny. Wideo to posiadało już po pierwszych paru tygodniach ponad milion wyświetleń, jednak sekcja komentarzy przepełniona była nienawistnymi wpisami, m.in. namawiającymi Amandę do samobójstwa. Wielu internautów posunęło się o krok dalej i wrzuciło do sieci zdjęcia, w których udają, że piją wybielacz, wyśmiewając w ten sposób nieudane samobójstwo dziewczyny. Powstał w ten sposób mem internetowy Drink Bleach. Liczba wyświetleń filmu na dzień 11 lutego 2020 roku wynosiła ponad 13 milionów.
10 października 2012 roku, ok. godz. 18:00, Amandę Todd znaleziono powieszoną w swoim pokoju. W chwili śmierci była uczennicą 10. klasy w Coquitlam Alternate Basic Education Seconary School w Coquitlam. Miała 15 lat. Pochowana została na cmentarzu Robinson Memorial Park w Coquitlam.

## Reakcje

### Niemcy
W Niemczech szybko doszło do obaw, że podobna sytuacja może się wydarzyć i w tym kraju. Badania wykazały, że co trzecia osoba korzystająca z Internetu doświadczyła cyberprzemocy. Poproszono o wprowadzenie nowego przedmiotu do wszystkich szkół zwanego „edukacją medialną” (niem. Medienerziehung), gdzie dzieci mają się nauczyć, jak bezpiecznie poruszać się w Internecie. To samo działanie zostało zastosowane w Wielkiej Brytanii. Ta propozycja nie jest obowiązkowa i nie wszystkie szkoły są do tego zobowiązane.

### Anonymous
Grupa hackerów Anonymous publicznie wyraziła chęć zemsty na oprawcy Amandy. Ogłosiła, że znalazła sprawcę, którym rzekomo miał być 32-latek z kanadyjskiej prowincji Kolumbia Brytyjska. Hakerzy ujawnili jego nazwisko, adres zamieszkania, profil na portalu społecznościowym oraz adres e-mail. Już po paru godzinach mężczyzna ten został zaatakowany przez liczną grupę internautów na jego profilu. Po sprawdzeniu przez policję okazało się jednak, iż był niewinny.

### Sprawca
W styczniu 2014 roku, niecałe 2 lata po samobójstwie Amandy Todd, w Amsterdamie w Holandii został zatrzymany główny podejrzany – 35-letni Turek Aydın Çoban. Po sprawdzeniu numeru IP został aresztowany i stał się głównym podejrzanym w sprawie. Jak wykazało śledztwo, Todd nie była jego jedyną ofiarą. W dniu 28 stycznia 2015 roku kanadyjska telewizja CBC News poinformowała, że Aydın Çoban napisał list otwarty w którym zapewnia o swojej niewinności. W październiku 2015 roku postępowanie ekstradycyjne posunęło się naprzód. 16 marca 2017 roku mężczyzna został skazany na 11 lat pozbawienia wolności przez holenderski sąd.